# Tyler Johnston
Tyler Johnston (New Westminster, 14 giugno 1987) è un attore canadese famoso per aver interpretato il ruolo di Stewart nella serie Letterkenny e per quello di Danny Lubbe in Less Than Kind.

## Biografia
Tyler Johnston è nato a New Westminster, Columbia Britannica, Canada.
Ha frequentato la Pinetree Secondary School di Coquitlam, dove si è diplomato nel 2004. Mentre frequentava il liceo si è avvicinato alla recitazione ed ha interpretato il ruolo di Ren McCormack nella produzione scolastica di Footloose.
Ha esordito come attore nel 2004 in un episodio della serie televisiva Romeo!. Johnston ha recitato in diverse serie televisive tra le quali Life as We Know It, The L Word, Blood Ties , Smallville, The Killing, Supernatural, Motive, Saving Hope e Godiva's. Ha anche recitato in diversi film tra cui Totally Awesome, Decoys 2: Seduzione aliena, The Odds, The Phantoms, Natastrofe e I misteri di Aurora Teagarden - Casa Julius.

## Filmografia

### Attore

#### Cinema
- Because You Demanded It!, regia di Sarah Crauder - cortometraggio (2005)
- Last Day, regia di David Brigden - cortometraggio (2006)
- Decoys 2: Seduzione aliena (Decoys 2: Alien Seduction), regia di Jeffery Scott Lando (2007) Uscito in home video
- Slap Shot 3 (Slap Shot 3: The Junior League), regia di Richard Martin (2008) Uscito in home video
- Pressed - Soldi pericolosi (Pressed), regia di Justin Donnelly (2011)
- The Odds, regia di Simon Davidson (2011)
- Becoming Redwood, regia di Jesse James Miller (2012)
- It's All Good, regia di Ron Devitt - cortometraggio (2012)
- A Cold Night in a Small Town, regia di Simon Davidson - cortometraggio (2014)
- Feed the Gods, regia di Braden Croft (2014)
- 2BR02B: To Be or Naught to Be, regia di Marco Checa Garcia - cortometraggio (2016)
- Firebase, regia di Neill Blomkamp - cortometraggio (2017)
- The Age of Adulting, regia di Mark A. Lewis (2018)
- Rabbit, regia di Jesse James Miller (2018)

#### Televisione
- Romeo! – serie TV, 1 episodio (2004)
- Life as We Know It – serie TV, 1 episodio (2004) non accreditato
- Zixx: Level Two – serie TV, 4 episodi (2005)
- The L Word – serie TV, 3 episodi (2005-2006)
- Godiva's – serie TV, 5 episodi (2006)
- Reunion – serie TV, 2 episodi (2006)
- Totally Awesome, regia di Neal Brennan – film TV (2006)
- Blood Ties – serie TV, 1 episodio (2007)
- Ogre, regia di Steven R. Monroe – film TV (2008)
- Grand Star – serie TV, 26 episodi (2007-2008)
- Smallville – serie TV, 1 episodio (2008)
- Desperate Hours: An Amber Alert, regia di George Mendeluk – film TV (2008)
- Tempesta polare (Polar Storm), regia di Paul Ziller – film TV (2009)
- V – serie TV, 1 episodio (2009)
- Flashpoint – serie TV, 1 episodio (2010)
- Running Wilde – serie TV, 1 episodio (2010)
- R.L. Stine's The Haunting Hour – serie TV, 2 episodi (2011)
- Wrath of Grapes: The Don Cherry Story II, regia di Jeff Woolnough – miniserie TV (2012)
- Less Than Kind – serie TV, 23 episodi (2010-2012)
- The Killing – serie TV, 5 episodi (2012)
- Saving Hope – serie TV, 1 episodio (2012)
- The Phantoms, regia di Sudz Sutherland – film TV (2012)
- Supernatural – serie TV, 4 episodi (2005-2013)
- Motive – serie TV, 1 episodio (2013)
- Forever 16, regia di George Mendeluk – film TV (2013)
- Il Natale di Grumpy (Grumpy Cat's Worst Christmas Ever), regia di Tim Hill – film TV (2014)
- Natastrofe (Christmas Icetastrophe), regia di Jonathan Winfrey – film TV (2014)
- The Hillywood Show – serie TV, 1 episodio (2015)
- I misteri di Aurora Teagarden (Aurora Teagarden Mysteries) – serie TV, 1 episodio (2016)
- Shut Eye – serie TV, 7 episodi (2016)
- Story of a Girl, regia di Kyra Sedgwick – film TV (2017)
- The Age of Adulting – serie TV (2018)
- Letterkenny – serie TV, 81 episodi (2016-2023)
- Two Sentence Horror Stories – serie TV, 1 episodio (2021)
- Lo scatto perfetto (A Picture Perfect Wedding), regia di Jason James – film TV (2021)
- Hudson & Rex – serie TV, episodio 6x13 (2024)
- Twisted Metal – serie TV, episodi 2x05-2x06 (2025)

### Doppiatore
- Hot Flash, regia di Thea Hollatz - cortometraggio (2019)

## Riconoscimenti
- Leo Awards
  - 2012 – Candidatura al miglior interpretazione o conduzione in una serie o programma commedia, musicale o varietà per Less Than Kind
  - 2014 – Candidatura alla miglior interpretazione da guest star in una serie drammatica per Motive
  - 2017 – Miglior interpretazione o conduzione in una serie o programma commedia, musicale o varietà per Letterkenny
  - 2018 – Miglior attore non protagonista in un film TV per Story of a Girl
  - 2019 – Candidatura al miglior interpretazione o conduzione in una serie o programma commedia, musicale o varietà per Letterkenny nell'episodio Bush Party Season
- UBCP/ACTRA Awards
  - 2013 – Miglior artista emergente per Motive
- Canadian Screen Awards
  - 2013 – Candidatura alla miglior interpretazione da non protagonista o guest star in una serie commedia per Less Than Kind
  - 2014 – Candidatura alla miglior interpretazione da protagonista in una serie drammatica o miniserie per The Phantoms
  - 2014 – Candidatura alla miglior interpretazione da non protagonista o guest star in una serie commedia per Less Than Kind
- Montreal International Wreath Awards Film Festival
  - 2016 – Miglior attore per 2BR02B: To Be or Naught to Be
- Whistler Film Festival
  - 2017 – Star to Watch per Story of a Girl

## Doppiatori italiani
Nelle versioni in italiano delle opere in cui ha recitato, Tyler Johnston è stato doppiato da:
- Alessio Puccio in Tempesta polare, Supernatural
- Alessandro Campaiola in The Killing
- Matteo Liofredi ne Lo scatto perfetto